# San Pablo La Laguna
San Pablo La Laguna är en kommunhuvudort i Guatemala.   Den ligger i departementet Departamento de Sololá, i den sydvästra delen av landet, 80 km väster om huvudstaden Guatemala City. San Pablo La Laguna ligger 1 556 meter över havet och antalet invånare är 6 186.
Terrängen runt San Pablo La Laguna är kuperad åt nordost, men åt sydväst är den bergig. San Pablo La Laguna ligger nere i en dal. Runt San Pablo La Laguna är det ganska tätbefolkat, med 214 invånare per kvadratkilometer. Närmaste större samhälle är Santiago Atitlán, 9,6 km söder om San Pablo La Laguna. I omgivningarna runt San Pablo La Laguna växer i huvudsak städsegrön lövskog.